# Praat语音学软件
Praat语音学软件，原名Praat: doing phonetics by computer，通常简称Praat，是一款跨平台的多功能语音学专业软件，主要用于对数字化的语音信号进行分析、标注、处理及合成等实验，同时生成各种语图和文字报表。

## 背景概要

### 命名
Praat（国际音标 [praːt]或[pʀaːt]）在荷兰语中是说话或交谈的意思，而doing phonetics by computer即使用计算机研究语音学。作为软件的名称，常被称作Praat语音学软件。

### 作者
Praat的作者是荷兰阿姆斯特丹大学人文学院语音科学研究所的主席保罗·布尔斯马（Paul Boersma）教授和大卫·韦宁克（David Weenink）助教授。

### 版本
Praat最早的版本发布于1993年。起初用户还无法自由地下载使用，但从2003年6月5日的4.1版起，作者取消了专门的授权并开放了绝大部分源代码。进一步，从2004年3月4日的4.2版起，作者开放了全部源代码，使Praat成为采用GNU通用公共许可证授权的开源软件。作者会时常发布修订版本，消除旧的故障，增添新的功能。2007年12月10日发布了5.0版。
Praat目前支持在多种计算机平台上运行，包括：
- Macintosh
- Windows[3]
- Linux，FreeBSD
- SGI，Solaris，HPUX

作者为以上平台的用户提供已编译好的目标文件。高级用户还可以在其他操作系统平台上修改并编译源代码后运行Praat程序。
Praat能够在图形和命令行两种用户界面下运行，但两种界面的目标文件（可执行文件）各自独立，以Windows版为例，即分为praat.exe和praatcon.exe两个可执行文件，其中后者只能通过命令行方式从控制台调用。

## 功能简介
请注意：和维基百科中其他介绍软件产品的条目一样，本条目以下章节中对Praat的功能进行的简要介绍仅供读者参考，不可能也无意于代替由开发者提供的手册文档。

### 用途概述
Praat的主要功能是对自然语言的语音信号进行采集、分析和标注，并执行包括变换和滤波等在内的多种处理任务。作为分析结果的文字报表和语图，不但可以输出到个人计算机的磁盘文件中和终端的显示器上，更能够输出为精致的矢量图或位图，供写作和印刷学术论文与专著使用。
此外，Praat还可用于合成语音或声音、统计分析语言学数据、辅助语音教学测试，等等。随着新版本的发布，Praat的功能和用途仍在不断扩展，但实际上多数用户只需要用到一小部分功能。

### 构成与界面
Praat程序由外围与核心两层构成。外围主要包括对象窗口（Object window，标题为Praat objects）、画板窗口（Picture window，标题为Praat picture）、脚本编辑器（ScriptEditor）、按钮编辑器（ButtonEditor）、数据编辑器（DataEditor，无固定标题）、情报窗口（Info window）和手册（Manual）等不负责具体的信号处理任务的辅助性组件。Praat每次启动时，自动打开对象窗口和画板窗口。对象窗口也是Praat的主控窗口，在Praat程序的会话进程中始终打开，大部分功能也需要由此展开。脚本（script）在是Praat中执行各种操作的宏命令，能够简化日常操作，减少出错，并实现大量复杂操作的自动化。按照作者的最初设想，除了Praat之外还会有其他程序使用与Praat相同的外围程序，但多年来一直没有实现。
Praat的核心部分即具体负责语音信号处理任务的程序，包括所有的对象类型（Types of object）、动作命令（Action commands）和相应的编辑器（Editors）。对象（object）是由Praat程序所构建的数据存储载体，有很多种类型，如声音（Sound）、文本表格（TextGrid）、音高（Pitch）、变换（Manipulation），等等，通过执行编辑器或动态选单（Dynamic menu）中的动作命令完成对数据的查询（数字化测量）和处理（生成新对象）任务。声音编辑器（SoundEditor）和文本表格编辑器（TextGridEditor）是Praat中最常用的两种编辑器，多用于涉及语音分析和标注的科学研究与课堂教学。

### 语音分析与标注
对语音信号的分析与标注是Praat的基本功能。在Praat中录音或读取音频文件后，可以按用户要求显示以下多种语图：
- 三维语图（spectrogram）
- 频谱切片（spectral slices）
- 音高（即基频[5]）曲线（pitch contour）
- 共振峰曲线（formant contour）
- 音强曲线（intensity contour）

所有的语图都可以绘制成精致的矢量图，也可以将相应的对象数据保存为磁盘文件。除直观的语图外，Praat也能通过对信号数据的计算获得各种文字情报，比如音高、时长、第一或第二共振峰频率的数值等，也同样可以根据需要输出为适当的形式。
Praat允许用户对语音数据进行标注，包括音段切分和文字注释，标注的结果还可以独立保存和交换。然而，Praat本身缺乏自动标注功能，只能对有声段和静默段进行简单的识别，而不能对音节、节拍群等语流单位加以切分。

### 其他功能
Praat还具有许多其他功能，包括：
- 语音实验：嗓音分析、多重强迫选择实验、滤波、声源滤波合成、发音合成等。
- 辅助教学：前馈神经网、优选论学习等。
- 统计分析：主成分分析、多维量表、判别分析等。

其中某些功能的提供与软件作者的研究兴趣有关（例如“优选论学习”），很多不相关的用户可能不会用到。

### 引文著录
写作学术论文或专著时如果用到Praat软件，有必要在参考文献中进行著录。作者推荐的方式是：
```
Paul Boersma & David Weenink (2005):
Praat: doing phonetics by computer (Version 4.5.16) [Computer program].
Retrieved Feb 22, 2007, from 
http://www.praat.org/
```

如果不允许引用计算机程序，则改引另一处来源：
```
2001 PRAAT, a system for doing phonetics by computer.
     Glot International 5(9/10): 341-345.
     (These pages include a review by Vincent van Heuven.)
```

在汉语期刊中引用时，应另外酌情修改。

## 评价与影响

### 优点
- 可以免费获得而无需购买（因为是开源软件）。
- 无需安装即可运行（但严格地说，还不是绿色软件）。
- 支持多种操作系统平台。
- 支持用脚本宏命令和插件（plug-in）扩展和简化操作。
- 专业功能强大而完备。
- 高级用户可以按需修改源代码并重新编译，从根本上扩充原有功能。
- 附有详细的手册文档。

### 缺点
- 分析程序采用的某些数字信号处理算法[8]仍然不尽如人意，会不可避免地造成迷惑人的假象或产生难以解释的结果。
- 不能直接访问某些常用音频和图像文件格式，如WMA格式；对MP3格式的支持也仅限读取（软件许可证方面的原因）。
- 由于最初并不是在Windows平台下开发的，用户界面的设计和某些操作习惯可能会让Windows用户感到不便，比如没有鼠标右键菜单，键盘按键名称也是Macintosh机器的。
- 目前尚无除英语以外其他语言的版本，部分用户可能会遇到语言障碍。
- 尚未全面支援Unicode。档案名称如果包含汉字，在Praat对象窗口中会被底线取代。在TextGrid对象中如果输入汉字，屏幕上会显示乱码（但所储存文本仍旧正常，只是显示不出来）。标注时所使用的国际音标字型为SIL Doulos IPA 1993（页面存档备份，存于），而非SIL推荐的Unicode 字型[9]。

### 影响
- 尽管还存在一些缺点和不足，毕竟瑕不掩瑜，Praat已成为全世界实验语音学、心理语言学、语言教学、语言调查、自然语言处理等相关领域的高校教师、学生和其他研究人员普遍选用的专业软件。
- Praat的普及，终结了从事实验语音学特别是声学语音学[10]研究必须依赖价格昂贵的实验仪器的时代，许多语音学实验室不再使用各种陈旧的语图仪，而仅仅配置有安装了Praat等软件的个人计算机和灵敏的麦克风作为必备的器材。
- 部分Praat高级用户公开发布自己编写的脚本甚至插件，其中不乏实用性较高者，既扩充了软件的功能，也扩大了影响。
- 在中国大陆：尽管只有英语版本可用，许多高校的教师在语音学等相关课程上用Praat进行教学演示，在研究工作中自己使用并鼓励学生克服语言障碍学习掌握Praat的基本功能。越来越多的学术论文和专著当中可以见到用Praat生成的语图和文字报表。不过，总体而言，了解并能够用好这一工具的专业人士还比较少。

### 官方资源
本文编撰的主要参考文献即以下的官方网站内容：
- Praat: doing phonetics by computer（页面存档备份，存于） Praat官方网站[12]，提供最新版软件及源代码下载等
- Praat User List（页面存档备份，存于） 作者参与的Praat用户讨论组，位于Yahoo! Groups（页面存档备份，存于）
- 荷兰阿姆斯特丹大学（页面存档备份，存于） 人文学院（页面存档备份，存于） 语音科学研究所（页面存档备份，存于） 两位作者所在单位的网站

### 第三方资源
许多有经验的Praat用户通过因特网发布自己编写的使用教程、脚本和插件，但不一定允许免费自由下载（按资源类别和作者姓名拉丁字母／汉语拼音顺序排序）：
使用教程
- Goldman, Jean-Philippe (2004)。Praat tutorial and resources.
- van Lieshout, Pascal (2005)[永久]。Praat short tutorial: An introduction.
- Welby, Pauline & Ito, Kiwako (2002)。Praat tutorial.
- Wood, Sidney (2005)。Beginners guide to Praat.
- 熊子瑜（2004）。Praat语音软件使用手册。2004年现代语音学暑期讲习班课程讲义。
- 徐清白（2005-2007）（页面存档备份，存于）。Praat手册汉语版。官方手册的汉语翻译版本HTML文档（未完成）.

视频教程
- Praat Language Lab 教导英语教学的师生如何以Praat软件改善发音。

脚本
- Agustín Gravano (2006)（页面存档备份，存于）。ToBI Annotation Environments
- Bert Remijsen (2004)（页面存档备份，存于）。Bert Remijsen's Praat scripts
- CHILDES (n.d.)。Slicing and Splicing with Praat.
- Chris Darwin (2005)（页面存档备份，存于）。Praatscripts.
- Florian Jaeger (2004)。Praat scripting tutorial Basics.
- Gareth Walker (2005)。Praat.
- Guillaume Rolland (2000)。Automatic stylisation of the fundamental frequency F0 using MOMEL.
- Ingmar Steiner (2005)。Praat Scripts.
- Johan Frid (2006)。Praat Scripts.
- John Tøndering (n.d.)。Praat.
- Katherine Crosswhite (n.d.)。Praat Scripts and Other Materials.
- Kyuchul Yoon (n.d.)（页面存档备份，存于）。praat.
- Mietta Lennes (2006)（页面存档备份，存于）。Mietta's Praat scripts.
- Pauline Welby (n.d.)。Pauline Welby's Praat Info.
- http://fips.igl.uni-freiburg.de/~peter/praatscripts.htm（页面存档备份，存于）。Kleine Sammlung von PraatScripts.
- Piet Mertens (2004-2005)。Prosogram Additional tools.
- Setsuko Shirai (n.d.)。Praat Scripts
- 许毅 (2006)。TimeNormalizeF0.praat

插件
- Mertens, Piet (2005)。Prosogram.
- Plichta, Bartek (2006)。Akustyk.

另外，在一些论坛网站开设的语音学专业版面上，也聚集了水平各异的Praat用户（按论坛名称汉语拼音排序）：
- 北大中文论坛：语音实验技术版
- 复旦中文论坛：语音学与实验语音学版

## 脚注
1. ↑  . Github.   [3 September 2019]. （原始内容存档于2017-01-24）.
2. ↑  详见What's new?（Praat手册文档） （页面存档备份，存于）的全部记载。
3. ↑  大约从4.6版起分成两个版本，分别适用于Windows 95/98/NT4/ME系统与Windows 2000/XP/Vista系统。
4. ↑  参看What's new?（Praat手册文档） （页面存档备份，存于） 2005年9月1日4.3.21版更新说明的第2条。
5. ↑  严格地讲，音高是一个听觉的心理学概念，而基频是一个物理学概念，但本文和Praat软件的界面与文档中将二者视为等同的概念术语，pitch大多翻译作音高，而f0或f0一律翻译作基频。
6. ↑  音节的概念对于不同语言不尽相同，即便是同一种语言，学术界也存在争议。在工程实现中，具体的语种和应用目的决定音节切分的标准和程序。节拍群等更不必说。因此，这类自动切分程序由各种语言的研究者和工程师提供可能更为合适。
7. ↑  参看Paul Boersma's writings on the Praat program （页面存档备份，存于）或FAQ: How to cite Praat（Praat在线帮助） （页面存档备份，存于）。
8. ↑  有关Praat软件分析算法的详细情况，可以参看Paul Boersma's writings on the Praat program （页面存档备份，存于）所列文献。
9. ↑  参见官方网站的下载说明 （页面存档备份，存于）。Praat自3.2版开始使用SIL字型，沿袭至今。SIL Doulos IPA 1993 （页面存档备份，存于）是早期广为使用的国际音标字型，但SIL已将其作废 （页面存档备份，存于），改推荐Unicode的国际音标字型。在使用者讨论群组曾有人询问[]如何在Praat软件中显示非印欧语系的字元，但作者博尔斯马表示[]，目前尚无此功能，除非他将整个软件转换成Unicode版本。作者承诺[]将在4.7版中提供更多对Unicode的支持，并已从4.6.07版开始逐步提供相应的测试性实现。根据官方公布的消息 （页面存档备份，存于），自5.0.21版起，Praat支持在标注功能中使用汉字、韩文、阿拉伯文、基里尔字母等字符。
10. ↑  听觉语音学或心理语言学的实验涉及对人脑功能的观测，仍然需要特殊的仪器，而且价格十分昂贵。
11. ↑  其中一部分也见于Praat软件所附手册文档。
12. ↑  www.praat.org只是一个自动转向这里的域名。